# تاریخ مدینة دمشق
تاریخ مدینة دمشق با نام کامل تاریخ مدینة دمشق -حماها الله- و ذکر فضلها، و تسمیة من حلٌَها من الأماثل، أو اجتاز بنواحیها من واردیها و أهلها نوشتهٔ ابوالقاسم علی بن حسن بن هبه الله شافعی دمشقی برجسته‌ترین فرد از خاندان ابن عساکر است. دوران زندگی وی مصادف با انقراض سلاجقه شام و روزگار نورالدین زنگی و صلاح‌الدین ایوبی بر مناطق شام تقارن دارد. سیاست مذهبی نورالدین زنگی و نیز ایوبیان بر مبارزه با تبلیغات فاطمیان شیعی‌مذهب و حمایت از مذاهب اهل سنت و پیروان حدیث استوار بود، از این رو، کار گردآوری و روایت حدیث در روزگار ابن عساکر سخت بالا گرفت و خود وی در این زمینه به چهره‌ای درخشان بدل گشت.
کتاب تاریخ مدینه دمشق وی منحصر به احوال دمشق نیست، بلکه یک دورهٔ تاریخ شام، به‌ویژه از بعد فرهنگی آن به شمار می‌رود که با سیره پیامبر اسلام آغاز می‌شود و عصر خلفای راشدین و فتوحات اسلامی را در بر می‌گیرد. اهمیت کتاب، به ویژه به سبب ذکر احوال و رجال سیاسی قرن ۶ هجری است که یکی از منابع مهم این سده محسوب می‌شود. موضوع قابل توجه در این کتاب، داده‌های تاریخی ناچیز ابن عساکر در رابطه با جنگ‌های صلیبی است.